# Röda gardets marsch
Röda gardets marsch eller Rödgardisternas marsch är en arbetarsång i marschform, som var en av den röda sidans mest kända sånger under Finska inbördeskriget. Den sjöngs dock redan före inbördeskriget. Sångens finskspråkiga textskrivare är okänd. Bakgrunden ligger i två sånger, varav en är en tysk barnsång och den andra den svenska folksången Ja må' han leva.
Stycket är gjort år 1917 och först var dess ämne "Det stora folket i öster" eller revolutionen i Ryssland. Texten ändrades när inbördeskriget börjat, vårvintern 1918, för att passa situationen. Sången användes bland annat i Röda gardets marschövningar.

## Olika versioner
Röda gardets marsch har sjungits med i viss grad olik text. Detta förklaras delvis av det, att sången sjungits utantill och efter minne. Till exempel i första raden sjungs ibland orden köyhä Suomen kansa (det fattiga finska folket) istället för pieni Suomen kansa (det lilla finska folket). "Köyhä Suomen kansa" var vanligt under inbördeskriget och ersatte originaltexten ett visst tag.
Sången uppträder i Väinö Linnas roman Okänd soldat, i vilken soldat Vanhala återkommande sjunger den i humoristiskt syfte, men i annan form än den vanliga texten. I den sjunger man i tredje versen byrokraatit kuolevat, vankilat ja Tuonela, kuolonportit aukeaa yli onnettoman maan (byråkraterna dör, fängelserna och Tuonela, dödsportarna öppnas över det olyckliga landet). I filmen Okänd soldat från 1955, regisserad av Edvin Laine, spelas Röda gardets marsch melodi bland annat under förtexterna, ändrat till att passa filmmusiken, gjord av Ahti Sonninen.

## Texter
Svensk översättning
Det lilla finska folket
bryter sina kedjor
lidandets bägare är redan helt full.
Mot det brutala förtrycket
lyfter sin armé ur marken
ett ädelt folks bästa söner till strid.
Regeringen är fast
hären av underhuggare stor
den sprider rädsla och smärta över det olyckliga landet.
Demokratin trycker fram
sina hjältar överallt ifrån
det kämpas på liv och död.
Striden intensifieras
frihetens instinkt
växer än bland de fattiga.
Regeringen hjälps inte
av plågor, tortyr och smärta
hjältarna faller med frihetens sångar på läpparna.
Statsmaktens oro
fängelsena och Tuonela
hängning utan rättegång, avrättning.
Revolutionens hjälte
ger sitt hjärteblod
friheten är dyr.
Hur länge till
ska slakten pågå
förrän folket får sin frihet?
I stridens hetta
vet man ej vem som håller på att vinna
revolutionen eller reaktionen.
Revolutionens stormar
uppror och sammandrabbningar
härjar från rikets gräns till gräns.
Där får hemska vålnader
törstandes efter hjärteblod
dricka trollbrygder tillsammans med korpar.
När vi sått vår säd
och det en gång växt
kommer en hundra gånger ljusare ny lyckans tid.
Då kan det lilla finska folket
tacka sina hjältepojkar
deras hjältemod belönas med glädjetårar.